# Piñel de Arriba
Piñel de Arriba est une commune de la province de Valladolid dans la communauté autonome de Castille-et-León en Espagne.

## Économie
La localité est également vinicole, et fait partie de l'AOC Ribera del Duero.

## Sites et patrimoine
Les édifices les plus caractéristiques de la commune sont :
- Église San Juan Ante Portam Latinam
- Chapelle del Santo Cristo de las Eras